# The Beautifull Cassandra
La Splendide Cassandra
The Beautifull Cassandra [sic] est un très court roman « en douze chapitres » de la romancière Jane Austen. Probablement écrit en 1787-1788, alors que Jane Austen avait douze ou treize ans, c'est une parodie des romans sentimentaux et mélodramatiques de l'époque, qui raconte l'histoire d'une jeune fille qui se lance dans le monde « pour faire fortune ».

## Style
Jane Austen commence sur le ton parodique dès la dédicace, adressée à Miss Austen (donc sa sœur Cassandra) dans un style particulièrement fleuri : « Madame, vous êtes un Phœnix. Votre goût est raffiné, vos sentiments sont nobles et vos vertus innombrables. Votre personne est adorable, votre taille est élégante, et votre silhouette majestueuse [...] ».
Le premier chapitre précise aussitôt que la mère de Cassandra était une fameuse modiste de Bond Street, et que son père « était de noble naissance, étant proche parent du majordome de la Duchesse de — ». Le second chapitre la voit, âgée de seize ans, « coiffer son aimable tête d'un élégant bonnet [...] et quitter la boutique de sa mère pour s'en aller faire fortune. »

## Analyse critique
Pour Margaret Anne Doody, Jane Austen cherche d'abord à se faire plaisir en racontant cette toute petite histoire qui, sous le nom de sa sœur Cassandra, met en scène l'héroïne, qui place sur son aimable tête un bonnet « préparé tout exprès par sa mère pour une comtesse » avant de s'en aller courir le monde. Un monde sans grande moralité, puisqu'après sept folles heures d'escapade, elle rentre chez sa mère en murmurant pour elle-même : « Voilà une journée bien remplie ! ».
Jane Austen apparait déjà comme une parodiste, ou plus exactement une satiriste, qui esquisse un petit monde bien à elle, monde un peu fou où les règles ne sont pas forcément respectées.